# Centrum Kultury Polskiej (Monachium)
Centrum Kultury Polskiej – założone w 2001 w Monachium centrum kulturalne. Jest placówką kultury przy Konsulacie Generalnym Rzeczypospolitej Polskiej w Monachium. Centrum nie posiada statusu instytutu kultury jak w przypadku Instytutów w Berlinie, Lipsku czy Düsseldorfie. Niemniej jednak posiada ono własną galerię, w której mają miejsce wydarzenia kulturalne z dziedziny sztuki, literatury i muzyki.
Centrum Kultury prowadzone jest przez konsula ds. kultury i promocji – przedstawiciela polskiego Ministerstwa Spraw Zagranicznych pełniącego swój urząd przez cztery lata. Obecnie tę funkcję sprawuje dr Grażyna Strzelecka.
Program Centrum ukazuje się cztery razy w roku. Większość imprez odbywa się w języku niemieckim. Zadaniem placówki jest umocnienie więzi kulturalnych między Niemcami a Polską. Oferta Centrum Kultury skierowana jest zarówno do Polaków, jak i Niemców.

## Imprezy
Poniżej znajdują się dla przykładu niektóre byłe wydarzenia kulturalne z programu Centrum Kultury Polskiej:
- Wystawa: Naiwne malarstwo ze Śląska
- Koncert jazzowy „Polskie Standardy” Jarosława Śmietany z zespołem
- Koncert Chopinowski Janusza Olejniczaka
- Warsztaty filmowe z reżyserem Krzysztofem Zanussim
- Polskie i ukraińskie pieśni i arie
- Wystawa: Powstanie warszawskie 1944
- Wystawa: Polscy malarze w Monachium
- Wieczór poezji żydowskiej
- Wernisaż „Wielkanoc w Polsce”
- Wieczorek literacki: „Tulipanów gorzki smak”